# Gölstarr
Gölstarr (Carex stenolepis) är en halvgräsart som beskrevs av Christian Friedrich Lessing. Enligt Catalogue of Life ingår Gölstarr i släktet starrar och familjen halvgräs, men enligt Dyntaxa är tillhörigheten istället släktet starrar och familjen halvgräs. Arten är reproducerande i Sverige. Inga underarter finns listade i Catalogue of Life.